# Kontrollgrupp
En kontrollgrupp är en grupp individer som ingår som jämförelse i en vetenskaplig studie. Man strävar efter att kontrollgruppen skall motsvara försöksgruppen utom vad gäller det man vill undersöka. Kontrollgruppen kan få behandling, för att man skall kunna skilja effekten av den specifika behandlingen från effekt av behandling i allmänhet.
I en medicinsk studie kan kontrollgruppen få placebo eller ett annat läkemedel mot sjukdomen än det som studeras. I vissa fall lämnas kontrollgruppen helt i fred, utan behandling.
I kvasiexperimentella studier används ofta begreppet "jämförelsegrupp".

## Några exempel
- En patientgrupp provar en ny medicin, kontrollgruppen får den medicin som normalt används för att behandla sjukdomen.
- En patientgrupp får pröva en specialkost och får även motionsrådgivning, en kontrollgrupp får enbart motionsrådgivning.
- En patientgrupp äter specialkost, kontrollgruppen får sjukhusmat.
- En patientgrupp får verksam medicin, kontrollgruppen får tabletter utan verksamt ämne, placebo.

Vid allvarliga sjukdomar är det inte alltid etiskt försvarbart att utföra studien på det sätt som ger bäst mätbara resultat. Man kan till exempel vara tvungen att avbryta experimentet och behandla också kontrollgruppen om den undersökta behandlingen verkar effektiv.